# Dreamweb
Dreamweb es un videojuego de aventura gráfica perteneciente al género cyberpunk distópico. Fue publicado en el año 1994 por Empire Interactive y desarrollado por Creative Reality para DOS y Amiga.
El juego destaca por su alta violencia, su visión aérea de arriba abajo, la música ambiente y su gran detalle en la descripción e interacción con los objetos.

## Argumento
Durante el juego encarnamos el papel de Ryan, un joven camarero de bar que un día empieza a tener pesadillas acerca de un futuro donde todo está destruido. Atormentado por esos sueños, una noche en uno de ellos, se le aparece un extraño monje que le pide que salve al mundo del mal que intenta destruir a la Tela de Sueños ("Dreamweb"), el cual es una especie de muro que separa al mundo real de las tinieblas. Para evitar el fin del mundo, Ryan deberá matar a siete personas influyentes y con ello conseguirá que sus pesadillas terminen.
Una vez acaba la conversación con el monje, despierta junto a su novia Eden, en la casa de ella. Su primera misión será asesinar a una estrella de rock y para ello deberá conseguir una pistola, pero antes deberá coger una extraña llave en el microondas y llegar a su puesto de trabajo, en un bar de mala muerte.

## Descripción

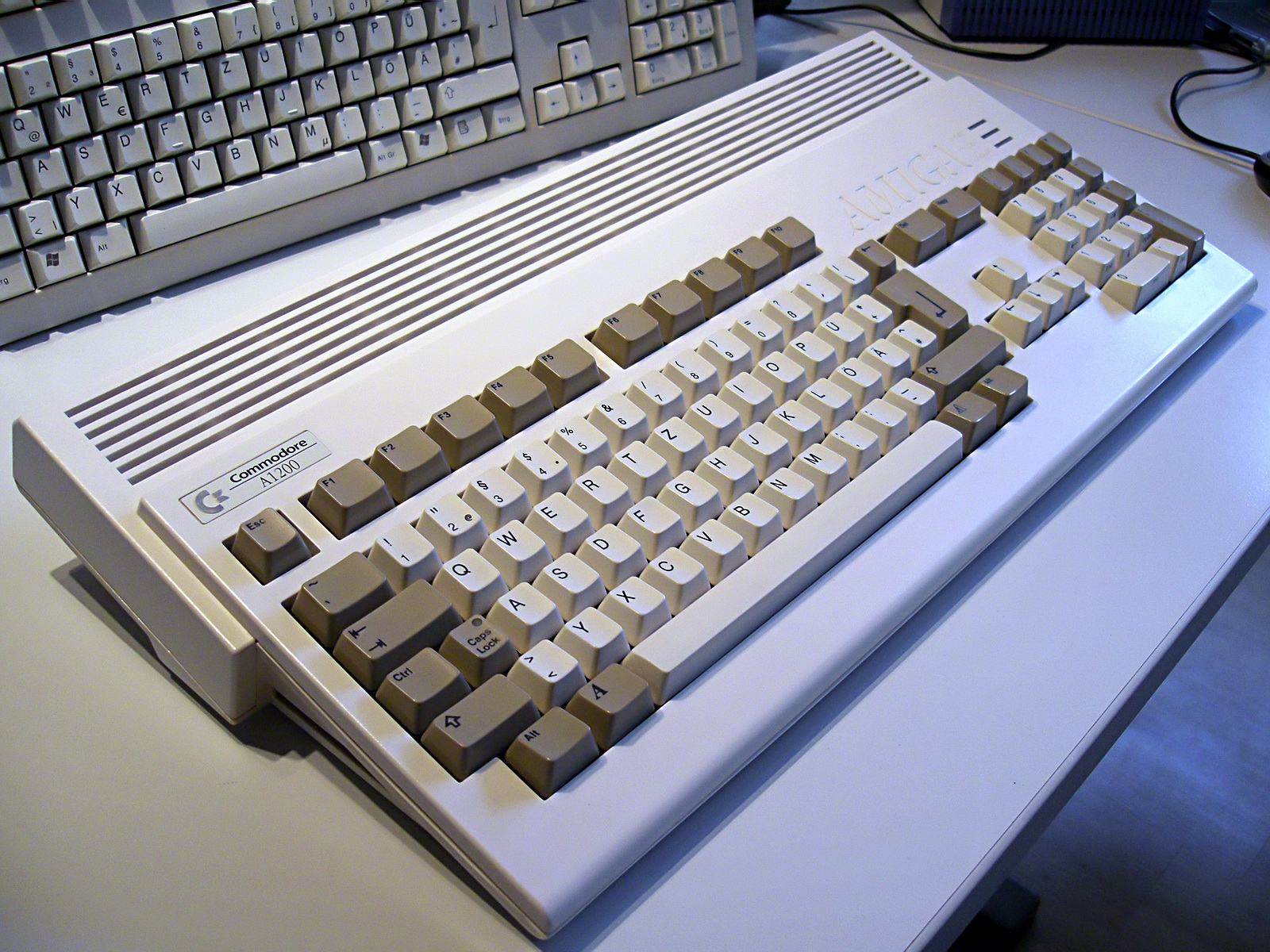
Dreamweb también tuvo una versión AGA, compatible con el Amiga 1200

La pantalla se encuentra dividida en diferentes secciones. La parte jugable solo abarca una pequeña parte de toda la pantalla, está formada por un rectángulo que permite observar los escenarios desde una vista aérea de arriba abajo. En esa zona moveremos al personaje haciendo clic sobre los objetos. Al mover el cursor sobre el escenario observaremos una zona ampliada en la parte inferior izquierda de la pantalla, para que sea más fácil localizar objetos. A la izquierda de la pantalla aparece un retrato de perfil del personaje principal. En la parte superior de la pantalla aparecen las descripciones, un reloj si se lleva puesto y las opciones del juego; esta zona de la pantalla cambiará cuando debamos movernos por la ciudad apareciendo el nombre de la localización entre unas flechas que permitirán elegir el destino y en la parte inferior se verá una imagen del destino.
Destaca el alto nivel de detalle al interactuar con el escenario, pudiendo coger y usar gran cantidad de objetos, aunque no tengan ninguna función para avanzar, cosa que puede llegar a confundir al jugador, y todo ello acompañado con una gran cantidad de descripciones. Se pueden usar diferentes terminales repartidos por las diferentes estancias del juego y leer correos electrónicos, noticias, la predicción meteorológica; además de cartuchos de datos con valiosa información.
Los diálogos entre los personajes del juego están grabados y aparecen en la versión en CD-ROM (llamada "Talkie", término acuñado por Lucasfilm Games) para DOS, la cual incluye las voces en idioma español. Estas conversaciones son totalmente lineales y no se puede elegir entre diferentes opciones de diálogo.
La música ambiental cambia dependiendo del ordenador. La versión para DOS contiene archivos de sonido pregrabados de poca duración, con música similar a la creada por Vangelis, que van repitiéndose continuamente. En cambio la versión para Amiga contiene música sintetizada en tiempo real, conteniendo la versión AGA una melodía extra y 256 colores, a diferencia de la versión ECS/OCS. Por separado se vendió un CD de audio que contenía temas remezclados de la banda sonora de la versión DOS a mayor calidad.
Junto al juego venía incluido un libro en forma de diario personal llamado "Diary of a (Mad?) Man" escrito por Stephen Marley donde se relatan los pensamientos, sueños y sucesos de Ryan ocurridos antes del juego, y donde se ve cómo poco a poco Ryan va perdiendo la cordura, a medida que la caligrafía va degenerando.
El juego fue censurado debido a una escena de sexo entre una estrella del rock, que Ryan debe eliminar, y una fan. Esto provocó que el juego debiera ser rediseñado para poder ser comercializado.
Desde la versión 1.5.0 de ScummVM se puede emular la versión DOS y Amiga de Dreamweb en sistemas modernos.
El 21 de octubre de 2012, se anunció en la página oficial del proyecto ScummVM que el juego sería lanzado con licencia freeware. La descarga de las versiones DOS del juego, en español, alemán, inglés y francés, y los manuales en inglés, es gratuita.